# Cratere Neith
Neith è un cratere sulla superficie di Ganimede.